# 石川真之介
石川 真之介（いしかわ しんのすけ）は、日本のスーツアクター。キャスタッフ（円谷プロダクションのアクションチーム）所属。

## 出演

### テレビドラマ
- ウルトラゼロファイト（2012年）
- ウルトラマンギンガS（2014年）
- ウルトラマンX（2015年） - ウルトラマンマックス、ドラコ
- ウルトラマンオーブ（2016年） - ウルトラマンオーブ（ハリケーンスラッシュ）、メフィラス星人ノストラ、ラゴン、ニセウルトラマンオーブ[要出典]、ウルトラマンゼロ[1]
- ウルトラマンジード（2017年） - ウルトラの父、ウルトラマン
- ウルトラマンR/B（2018年） - ガーゴルゴン、グエバッサー、ウルトラマンオーブダーク、メフィラス星人、ルーゴサイト
- ウルトラマンタイガ（2019年） - ウルトラマントレギア、ババルウ星人、ナックル星人オデッサ、バット星人小森セイジ、バド星人エル・レイ、マグマ星人
- ウルトラマンZ（2020年） - ペギラ、ウルトラマンジード、バリスレイダー、バロッサ星人（初代、二代目、三代目）、レッドキングB（11話）、ケムール人、ウルトラマンA、ケルビム、ウルトロイドゼロ
- ウルトラマントリガー NEW GENERATION TIGA（2021年 - 2022年） - ガゾート、サタンデロス、バロッサ星人（四代目）、キングジョーストレイジカスタム、トリガーダーク、ウルトラマンリブット、キリエロイド
- ウルトラマン クロニクルD（2022年）
- ウルトラマンデッカー（2022年 - 2023年） - ウルトラマントリガー、ライバッサー、メツオロチ、ウルトラマンダイナ
- ウルトラマンブレーザー（2023年 - 2024年） - アースガロン

### 映画
- 劇場版 ウルトラマンギンガS 決戦!ウルトラ10勇士!!（2015年）
- 劇場版 ウルトラマンX きたぞ!われらのウルトラマン（2016年） - ウルトラマン
- 劇場版 ウルトラマンオーブ 絆の力、おかりします!（2017年） - ウルトラマンオーブ
- 劇場版 ウルトラマンジード つなぐぜ!願い!!（2018年） - ウルトラマンオーブ
- 劇場版 ウルトラマンR/B セレクト 絆のクリスタル（2019年） - ウルトラマントレギア
- 劇場版 ウルトラマンタイガ ニュージェネクライマックス（2020年） - ウルトラマントレギア
- ウルトラマントリガー エピソードZ（2022年） - トリガーダーク
- ウルトラマンデッカー最終章 旅立ちの彼方へ…（2023年） - ギガロガイザ

### WEBドラマ
- ウルトラマンオーブ THE ORIGIN SAGA（2016年） - 戦神、ウルトラマンアグル[要出典]
- ウルトラマン ザ・プライム（2017年）
- ウルトラギャラクシーファイト ニュージェネレーションヒーローズ（2019年）
- ウルトラギャラクシーファイト 大いなる陰謀（2020年 ‐ 2021年）
- ウルトラギャラクシーファイト 運命の衝突（2022年）
- ウルトラマンレグロス ファーストミッション（2023年）

### 舞台
- 劇団丸組第八回公演 新山猫最終章（2023年） - 午 役[2]

### その他
- ウルトラファイトVR「親子タッグ！激闘の荒野に花束を」（2017年） - ウルトラセブン